# Grafton (Illinois)
Grafton es una ciudad ubicada en el condado de Jersey en el estado estadounidense de Illinois. En el Censo de 2010 tenía una población de 674 habitantes y una densidad poblacional de 70,33 personas por km².

## Geografía
Grafton se encuentra ubicada en las coordenadas 38°58′35″N 90°25′33″O / 38.97639, -90.42583. Según la Oficina del Censo de los Estados Unidos, Grafton tiene una superficie total de 9.58 km², de la cual 9.58 km² corresponden a tierra firme y (0%) 0 km² es agua.

## Demografía
Según el censo de 2010, había 674 personas residiendo en Grafton. La densidad de población era de 70,33 hab./km². De los 674 habitantes, Grafton estaba compuesto por el 95.7% blancos, el 0.74% eran afroamericanos, el 0.3% eran amerindios, el 0.59% eran asiáticos, el 0% eran isleños del Pacífico, el 0.15% eran de otras razas y el 2.52% pertenecían a dos o más razas. Del total de la población el 2.08% eran hispanos o latinos de cualquier raza.